# Draconarius latus
Espèce
Draconarius latus est une espèce d'araignées aranéomorphes de la famille des Agelenidae.

## Distribution
Cette espèce est endémique du Hunan en Chine,. Elle se rencontre dans le xian de Guidong.

## Description
Le mâle holotype mesure 8,29 mm et la femelle paratype 8,13 mm.

## Systématique et taxinomie
Cette espèce a été décrite par Li, Zhou, Liu, Liu et Peng en 2025.

## Publication originale
- Li, Zhou, Liu, Liu & Peng, 2025 : « Three new species of the genus Draconarius Ovtchinnikov, 1999 (Araneae: Agelenidae) from Hunan Province, China. » Zootaxa, no 5659(4), p. 581-588.